# لاگوستینی
لاگوستینی (انگلیسی: Lagostina) شرکت کالای ایتالیایی است، که در سال ۱۹۰۱ تأسیس شد.